# Indra Afia
Indra Afia (bürgerlich: Indra Giese) (* um 1980 in Hamburg) ist eine deutsche Soulsängerin.

## Leben und Musik
Indra Afia ist in einer Hamburger Künstlerfamilie aufgewachsen. Nach dem Abitur sang sie in einem Gospelchor, später war sie Backgroundsängerin in verschiedenen Bands. Im März 2007 erschien ihr erstes Album, Sein, auf der sie deutschsprachige Soulmusik mit von ihr verfassten Texten singt. Singleauskopplungen waren die Songs Was ist los und Gegen den Strom.

## Diskografie

### Alben
- 2007: Sein

### Singles
- 2007: Was ist los
- 2007: Gegen den Strom